# Rhantus includens
Rhantus includens är en skalbaggsart som först beskrevs av Walker 1871.  Rhantus includens ingår i släktet Rhantus och familjen dykare. Inga underarter finns listade i Catalogue of Life.